# Laguna Suárez
La laguna Suárez es una laguna artificial amazónica de agua dulce, ubicada 5 km al sureste de la ciudad de Trinidad, en la provincia de Cercado del departamento del Beni, Bolivia. Tiene unas dimensiones de 4,4 km de largo por 1,8 km de ancho y una superficie de 6 km². La laguna es uno de los lugares más turísticos de Trinidad, ciudad desde la cual se puede acceder a través de una carretera asfaltada.

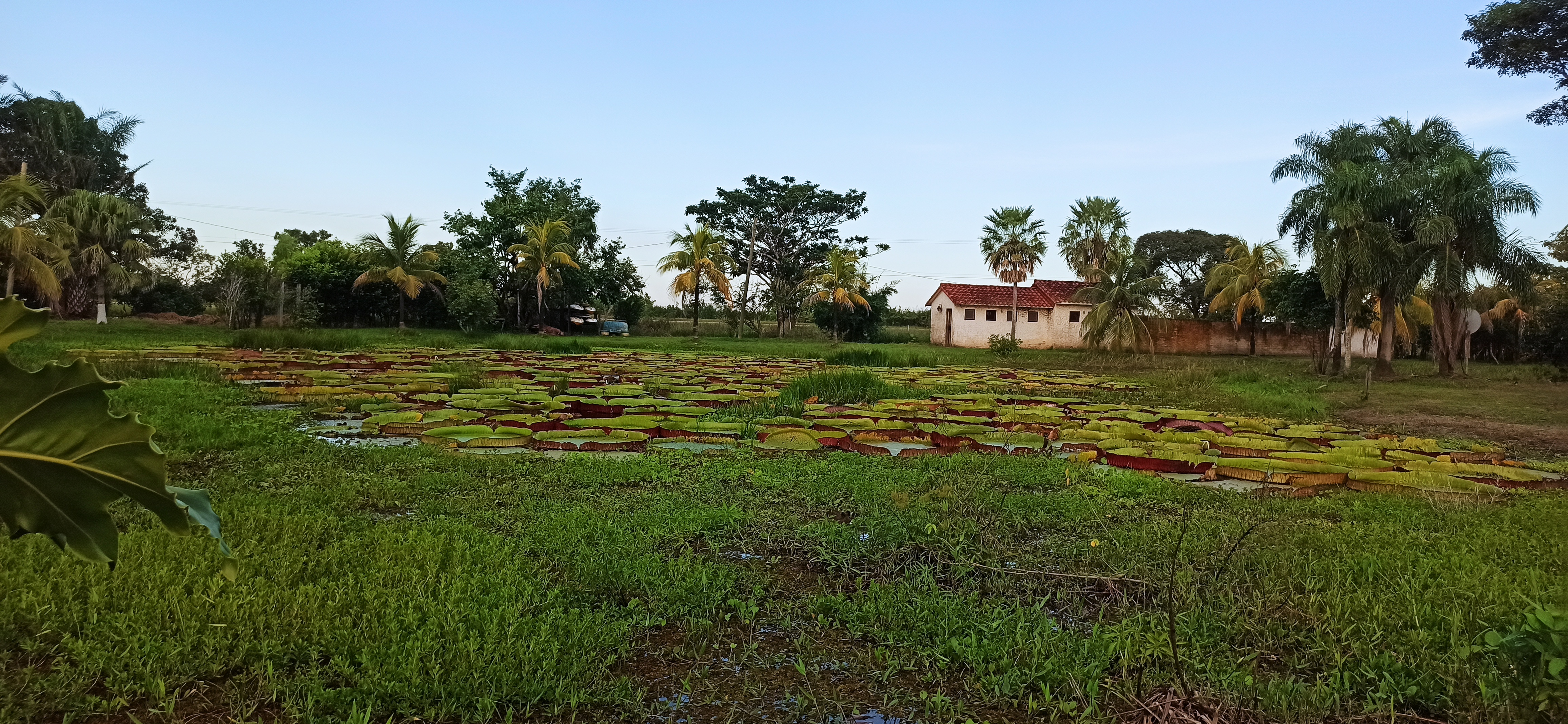
Nenúfares en la laguna.

Mediante la Ley 2604 del 18 de diciembre de 2003 se declaró Patrimonio Ecológico y Natural la Laguna Suárez.